# Kliestow (Trebbin)

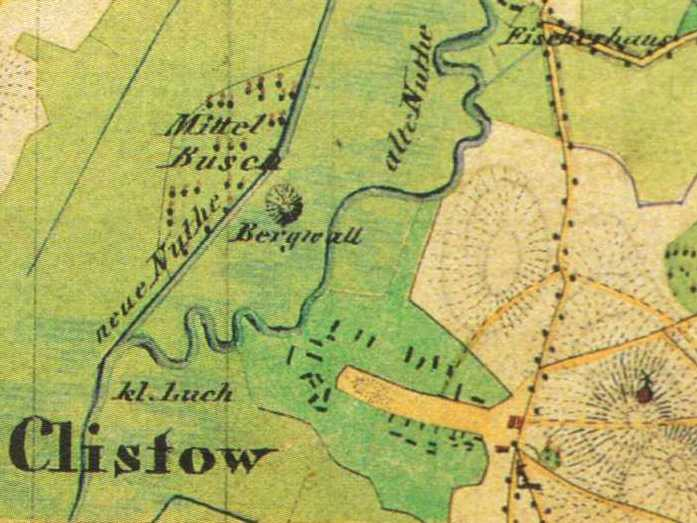
Kliestow auf dem Urmesstischblatt von 1840

Kliestow, in der älteren Literatur auch Cliestow ist ein Ortsteil der amtsfreien Stadt Trebbin im Landkreis Teltow-Fläming (Brandenburg). Es war bis zur Eingliederung 1997 in die Stadt Trebbin eine eigenständige Gemeinde, die vom Mittelalter bis Anfang des 19. Jahrhunderts zur Burg und Vogtei Trebbin, später Amt Trebbin genannt, gehörte.

## Geographische Lage

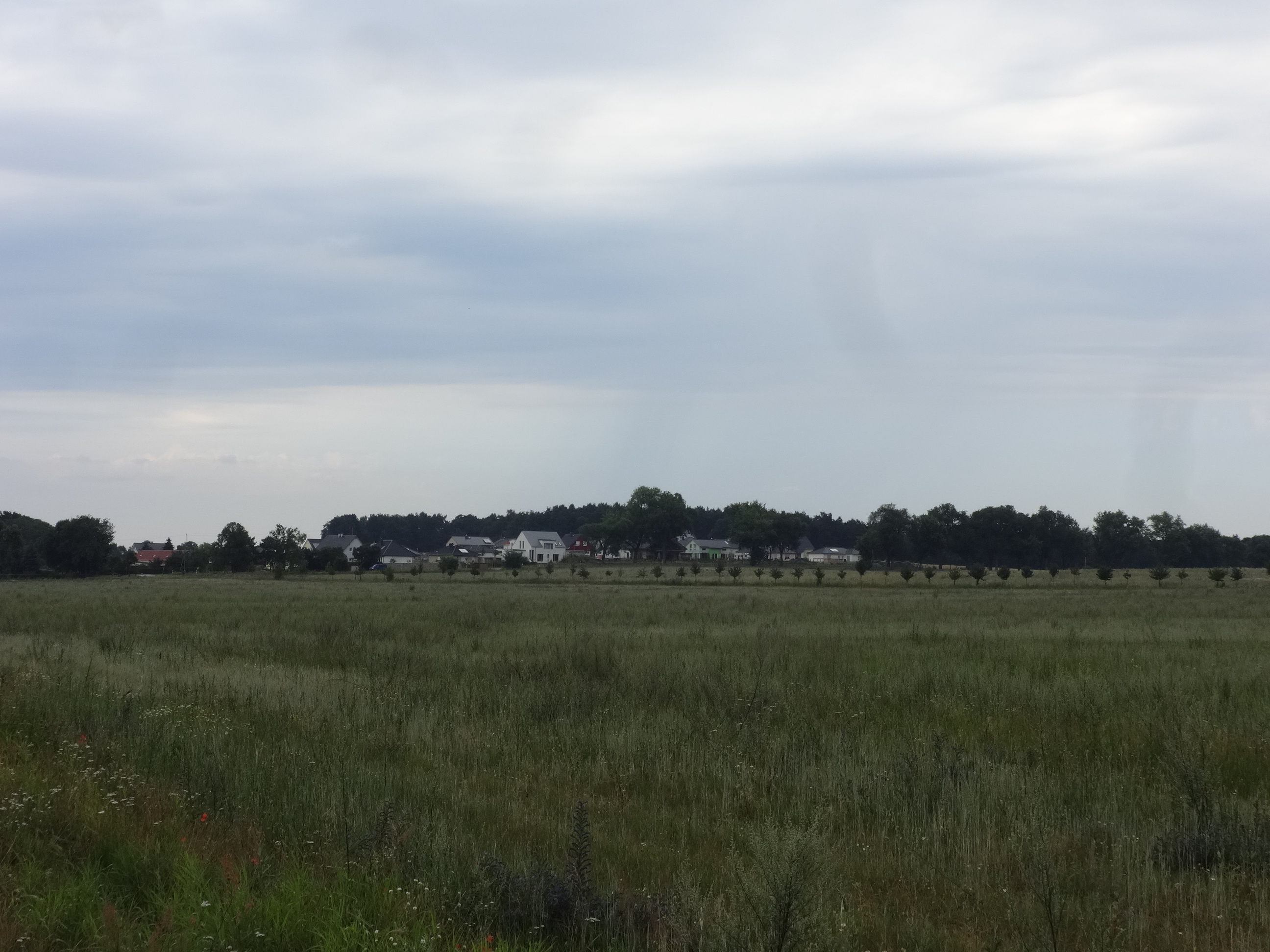
Ansicht von Süden

Kliestow liegt zwei Kilometer Luftlinie südlich vom Zentrum von Trebbin am Rande der Nutheniederung. Vor der Begradigung der Nuthe, lag das Dorf direkt an der Nuthe, die durch die weite Niederung mäandrierte. Die Gemarkung Kliestow grenzt im Norden an die Kernstadt Trebbin, im Osten an Klein Schulzendorf, im Südosten an Wiesenhagen (beides Ortsteile der Stadt Trebbin), im Süden an Schöneweide und Märtensmühle (beides Ortsteile der Gemeinde Nuthe-Urstromtal). Im Westen folgt Ahrensdorf (ebenfalls ein Ortsteil der Gem. Nuthe-Urstromtal) und über eine sehr kurze Strecke Löwendorf (Ortsteil der Stadt Trebbin). Der Ort ist von Trebbin aus über die B 101 (Luckenwalderstraße) zu erreichen, die von Kliestow weiter Richtung Klein Schulzendorf führt. Zu Kliestow gehören die Wohnplätze („Splittersiedlungen“) Plantage, Ziegelei, Zelle und Ebelshof. Im südlichen Teil der Gemarkung liegt der Kliestower See.
| Jahr | Einwohner                                  |
| ---- | ------------------------------------------ |
| 1624 | ca. 70–80 (11 Bauern, 4 Kossäten, 1 Hirte) |
| 1734 | 114                                        |
| 1772 | 135                                        |
| 1801 | 144                                        |
| 1817 | 130                                        |
| 1840 | 170                                        |
| 1858 | 208                                        |
| 1895 | 327                                        |
| 1925 | 340                                        |
| 1939 | 267                                        |
| 1946 | 348                                        |
| 1964 | 258                                        |
| 1971 | 314                                        |
| 1981 | 287                                        |
| 1991 | 285                                        |
| 1996 | 306                                        |

## Geschichte
Der Ort wird im Landbuch Kaiser Karls IV. von 1375 erstmals urkundlich erwähnt. Es gehört damals zur Burg und Vogtei Trebbin. Nach Gerhard Schlimpert ist der Name slawischen Ursprungs (Brandenburgisches Namenbuch, Teil 3 Die Ortsnamen des Teltow, S. 110/1.) und von einer plb. Wurzel Klěščov- abzuleiten, nso. klěšć = Brassen, Blei, Breitling. Er diskutiert die Möglichkeit, dass es sich ursprünglich um einen Gewässernamen handelt. Südlich des Dorfes liegt der Kliestower See, dessen ursprünglicher Name aber nicht überliefert ist (auf dem Urmesstischblatt von 1840: Trebbiner Amtssee).
Nach der Dorfform war Kliestow ursprünglich ein Sackgassendorf (oder Rundlingsdorf i. w. S.), dessen Form heute noch gut zu erkennen. Runddörfer oder Rundlinge wurden vor allem im 12./13. Jahrhundert im Durchdringungsbereich von slawischen und deutschen Siedlern als Plansiedlung unter deutscher Herrschaft angelegt. In dieser Plansiedlung ist mindestens eine ältere slawische Siedlung aufgegangen. 1652 wird die Flur „den alten Cliestow“ genannt, die möglicherweise die Stelle des alten slawischen Dorfes markiert. Der ursprünglich slawische Charakter des Dorfes kommt auch durch die großen (slawischen) Hufen und die slawischen Scheffel als Maßeinheit für die Abgaben zur Vogtei Trebbin noch im Jahr 1375 zum Ausdruck.
1375 waren im Dorf der Schulze, ein Lehnmann und neun Hüfner ansässig, die je eine Hufe hatten, von den neun Bauernhufen waren jeweils 12 slawische Scheffel Roggen und 12 slawische Scheffel Hafer an die Burg Trebbin zu entrichten. Die insgesamt 11 großen slawischen Hufen wurden (1567)/1624 als 22 (kleinere) Hufen gerechnet. Die elf Bauern werden als Zweihufenbauern bezeichnet. Die Gesamtabgabenbelastung blieb mit sechs Scheffel Roggen und sechs Scheffel Hafer pro (deutsche) Hufe bzw. zwölf Scheffel Roggen und zwölf Scheffel Hafer pro Zweihüfnerhof jedoch gleich. In Kliestow hatte der Lehnschulze im Gegensatz zur sonst üblichen Ausstattung mit zwei Lehnhufen nur eine Hufe. Dafür hatte er noch eine große Wiese und die Fischerei (in der Nuthe und/oder im Kliestower See?). 1567 hatte der Hauptmann des Amtes Trebbin Hans v. Buch die zwei Hufen des Lehnmannes für das Amt gekauft. 1624 waren neben den elf Bauern auch vier Kossäten und ein Hirte im Dorf wohnhaft. 1652 waren infolge des Dreißigjährigen Krieges noch zwei Bauerngüter und drei Kossätenhöfe wüst. Der Schulze hatte zu seinem Hof noch eine Wiese und die Fischerei in der Nuthe. Direkt dem Amt gehörte eine Holzung „den alten Cliestow“, die jedoch nur noch wenige Eichen und ansonsten nur Weichholz enthielt. 1704 waren alle Höfe wieder besetzt, ein Kossät bewirtschaftete aber zwei ursprüngliche Kossätenhöfe, sodass nur noch drei Kossäten im Dorf ansässig waren. 1711 waren es wieder vier Kossäten und zudem ein Hirte und ein Knecht. 1757 waren zu den elf Bauern, vier Kossäten, drei Büdner, ein Einlieger und ein Schneider, der auch Schulmeister war, hinzugekommen. 1771 zählte der Ort 15 „Giebel“. 1801 werden elf Bauern, vier Kossäten, fünf Büdner, fünf Einlieger und 21 Feuerstellen gezählt. Ein Hof wird als Amtsvorwerk bezeichnet. 1840 war der Ort auf 23 Wohnhäuser und 170 Einwohner angewachsen. Im Urmesstischblatt von 1840 ist auf dem Mühlenberg östlich des Dorfes bereits eine Windmühle verzeichnet. 1858 wird erstmals eine Ziegelei, ein Krug und ein Schneidermeister mit Lehrling sowie zwei Musikanten erwähnt. 1860 werden neben zwei Ziegeleien auch zwei Getreidemühlen und das Ackergehöft Ebelshof erwähnt. Letzteres ist auf dem Urmesstischblatt von 1840 noch nicht verzeichnet. 1900 war der Hausbestand auf 49 Häuser angewachsen, 1931 sind es 52 Wohnhäuser. Nach dem Zweiten Weltkrieg gab es keine Enteignungen. 1953 wurde die erste LPG Typ III gegründet; 1956 hatte sie bereits 18 Mitglieder, die zusammen 138 ha landwirtschaftliche Nutzfläche bewirtschafteten. 1960 war die Mitgliederzahl bereits auf 68 gestiegen, die 443 ha bewirtschafteten. 1971 schloss sich die LPG Kliestow mit der LPG Trebbin unter dem neuen Namen LPG Kliestow-Trebbin zusammen. 1960 war noch eine zweite LPG vom Typ I mit 9 Mitgliedern gegründet worden, die sich aber noch 1960 an die LPG Typ III anschloss. 1973 hatte die bezirksgeleitete VEB (B) Polstermöbel Zehdenick einen Betriebsteil in Kliestow.
Am 1. März 1962 ereignete sich auf der Anhalter Bahn nahe Kliestow ein Eisenbahnunfall, bei dem mehr als 70 Personen getötet wurden.

### Politische Geschichte
Kliestow gehörte seit seiner ersten urkundlichen Nennung zur Vogtei und Burg Trebbin, später Amt Trebbin. Dieses wurde 1822 aufgelöst und mit dem Amt Zossen vereinigt. Die alten Ämter wurden 1872 ganz aufgelöst. Kliestow gehörte, wie auch Trebbin zur historischen Landschaft des Teltow aus der sich im 16. Jahrhundert zunächst der Beritt, später der Kreis Teltow herausbildete. Mit der Zerschlagung des alten Kreises Teltow in der Kreisreform von 1952 kam Kliestow zum Kreis Luckenwalde (von 1990 bis 1993: Landkreis Luckenwalde). 1993 wurden die Kreise Jüterbog, Luckenwalde und Zossen zum neuen Landkreis Teltow-Fläming zusammengeschlossen. Mit der Ämterbildung 1992 in Brandenburg schloss sich Kliestow mit zehn anderen Gemeinden und der Stadt Trebbin zum Amt Trebbin zusammen. Zum 31. Dezember 1997 wurde Kliestow in die Stadt Trebbin eingegliedert und ist seither Ortsteil der Stadt Trebbin. Das Amt Trebbin wurde 2003 wieder aufgelöst, seitdem ist die Stadt Trebbin amtsfrei.

### Kirchliche Verhältnisse
Kliestow hatte zu keiner Zeit eine Kirche, sondern war immer nach Trebbin eingekircht. Jede der ursprünglich 11 Hufen musste an den Trebbiner Pfarrer die „30. Mandel“ geben. 1624 wurden die ursprünglichen Hufen zu zwei (kleinere) Hufen gerechnet, d. h. die 11 Hufen wurden als 22 Hufen berechnet. Damit die „30. Mandel“ auch in etwa dem Scheffelkorn entspricht, müsste der durchschnittliche Ertrag einer (großen) Hufe etwa 30 Scheffel betragen haben.

## Denkmale
Die Denkmalliste des Landes Brandenburg Lkr. Teltow-Fläming verzeichnet für Kliestow kein Baudenkmal.

### Bodendenkmale
Dagegen sind auf der Gemarkung 14 Bodendenkmale geschützt:
- Nr. 130159 Flur 2: der Dorfkern der Neuzeit und des Mittelalters
- Nr. 130589 Flur 2: ein Grab der Völkerwanderungszeit, eine Siedlung der Urgeschichte, ein mittelslawischer Burgwall an der neuen Nuthe (rechtes Ufer). Der Burgwall lag vor der Begradigung auf der linken Seite der Nuthe. Allerdings ist nicht ganz auszuschließen, dass sich seit der Anlage der Burg und dem 18. Jahrhundert der Verlauf der Nuthe erneut geändert hat. An Funden verzeichnet Hermann (1964, S. 156) mittelslawische Scherben und frühdeutsche Scherben des 13. Jahrhunderts.
- Nr. 130590 Flur 2: eine Siedlung des slawischen Mittelalter, eine Siedlung der Eisenzeit, ein Rast- und Werkplatz des Mesolithikum, eine Siedlung der römischen Kaiserzeit, eine Siedlung der Völkerwanderungszeit
- Nr. 130591 Flur 2: eine Siedlung der Urgeschichte, ein Rast- und Werkplatz der Steinzeit
- Nr. 130592 Flur 2: eine Siedlung der Ur- und Frühgeschichte
- Nr. 130593 Flur 1. eine Siedlung der Urgeschichte
- Nr. 130594 Flur 1: eine Siedlung der Urgeschichte
- Nr. 130595 Flur 2: ein Rast- und Werkplatz der Steinzeit
- Nr. 130906 Flur 2: eine Siedlung der Urgeschichte, ein Acker der Neuzeit, ein Einzelfund aus der Steinzeit
- Nr. 131238 Flur 2: eine Siedlung der Urgeschichte
- Nr. 131239 Flur 2: ein Rast- und Werkplatz des Mesolithikum
- Nr. 131240 Flur 2: eine Siedlung der Ur- und Frühgeschichte, ein Rast- und Werkplatz des Mesolithikum
- Nr. 131241 Flur 2: eine Siedlung der Urgeschichte
- Nr. 131242 Kliestow Flur 2/Märtensmühle Flur 2: eine Siedlung des Neolithikum, ein Rast- und Werkplatz des Mesolithikum

### Naturdenkmal
Auf dem Dorfanger steht eine Eiche, die wegen ihrer Schönheit und ortsbildprägenden Eigenart als Naturdenkmal geschützt ist.